# Neastacilla marionensis
Neastacilla marionensis là một loài chân đều trong họ Arcturidae. Loài này được Beddard miêu tả khoa học năm 1886.